# 1. zavezniška zračnoprevozna armada
Za druge 1. armade glejte 1. armada.
1. zavezniška zračnoprevozna armada (izvirno angleško First Allied Airborne Army) je bila mednarodna zavezniška zračnoprevozna armada, ki je delovala v drugi polovici druge svetovne vojne na evropskem bojišču.
To je bila največja zračnoprevozna vojaška formacija vseh časov. Armado so sestavljale vojaške enote iz Francije, Poljske, ZDA in Združenega kraljestva.

## Zgodovina
Po operaciji Bakla in invaziji na Italijo so se zavezniki odločili, da ustanovijo enotno poveljstvo, ki bi nadzorovala zračnoprevozne enote in tako povečala mednarodno in medenotno sodelovanje.
Tako so 2. avgusta 1944 ustanovili 1. zavezniško zračnoprevozno armado. V njeni sestavi so bile nekatere veteranske vojaške enote, ki so že opravile desante. Prvi preizkus armade je bila operacija Market-Garden, ki pa je bila popoln polom. Naslednja preizkušnja je bila ardenska ofenziva, kjer pa se enote niso borile kot zračnoprevozne enote, ampak kot navadne pehotne enote. Zadnja zračnoprevozna vojaška operacija te armade je bila operacija Varsity, v kateri so zavezniki prečkali Ren in tako prečkali predvojno mejo Tretjega rajha.

## Organizacija
- poveljstvo
- 18. zračnoprevozni korpus:

- 17. zračnoprevozna divizija 
- 82. zračnoprevozna divizija 
- 101. zračnoprevozna divizija 
- 13. zračnoprevozna divizija  (1945)

- 1. zračnoprevozni korpus:

- 1. zračnoprevozna divizija 
- 6. zračnoprevozna divizija 
- 52. divizija (zračnotransportna) 
- 1. Special Air Service Brigade 
- 1. (poljska) samostojna padalska brigada 
- 1er Regiment de Chasseurs Parachutistes 
- 2ème Régiment de Chasseurs Parachutistes SAS 
- 3è Régiment de Chasseurs Parachutistes SAS 

- 9th Troop Carrier Command USAAF
- 38 Group Transport Command RAF
- 46 Group Transport Command RAF

## Poveljstvo
Poveljnik
- Generalporočnik Lewis Brereton  (2. avgust 1944–20. maj 1945)

Namestnik poveljnika
- Generalporočnik Frederick Browning  (2. avgust 1944–januar 1945)
- Generalporočnik Richard Nelson Gale  (januar–8. maj 1945)